# 習總書記，您的背影我的目光
《習總書記，您的背影我的目光》是新華社參考新聞編輯部副主任蒲立業為讚頌習近平所寫的詩。2016年2月19日，習近平以中共中央總書記的身份視察了中國中央電視台、新華社和人民日報三大官方媒體。同日下午，習近平在人民大會堂主持召開「黨的新聞輿論工作座談會」，強調「黨媒姓黨」。其後，蒲立業以筆名「樸拙子」創作了題為《習總書記，您的背影我的目光》的長詩，並在微博上發表。